# IV secolo
Il IV secolo (quarto secolo) è il secolo che inizia nell'anno 301 e termina nell'anno 400 incluso.

## Avvenimenti
- Composizione del Catalogus Claromontanus in Occidente.
- Promulgazione dell'Editto di Milano che concede la libertà di onorare le proprie divinità.
- Promulgazione dell'Editto di Tessalonica che proibisce arianesimo e culti pagani.
- Promulgazione dei Decreti teodosiani che stabiliscono la chiusura dei templi pagani.

## Personaggi significativi
- Ambrogio di Treviri, conosciuto come Sant'Ambrogio, vescovo di Milano (374-397).
- Agostino di Ippona, teologo e Padre della chiesa (354-430).
- Papa Anastasio I (399 - 401) fa erigere una chiesa oggi nota come Basilica Crescenziana ovvero San Sisto vecchio.
- Antonio abate, fondatore dell'ordine anacoreta (300).
- Costantino I (280 - 337), Imperatore romano (306-337)
- Diocleziano (245-313) riformatore dell'Impero (284-305).
- Gu Kaizhi (344-406 c.), il primo grande pittore cinese su rotoli.
- San Nicola di Bari (c.270-343), patrono di Bari.
- Santa Fabiola fondatrice del primo ospedale per i poveri in seguito ad una crisi mistica (390-399 ca.).
- Giulio Firmico Materno letterato latino.
- Lucio Cecilio Firmiano Lattanzio letterato cristiano.
- Leucio d'Alessandria, primo vescovo di Brindisi.
- Mensorio, vescovo di Cartagine apostata durante la persecuzione dioclezianea, Donato gli si oppone causando il famoso scisma (304).
- Pappo di Alessandria.
- San Romedio (330 - 400 ca.), eremita.
- San Zeno, vescovo di Verona e santo
- Papa Silvestro I inaugura la basilica di San Pietro in Vaticano (326)
- Teodosio I, imperatore romano.